# روستا بوعاکس آرت (واشینگتن)
روستا بوعاکس آرت (به انگلیسی: Beaux Arts Village) یک منطقهٔ مسکونی در ایالات متحده آمریکا است که در شهرستان کینگ، واشینگتن واقع شده‌است. روستا بوعاکس آرت ۰٫۴۳ کیلومتر مربع مساحت و  بر اساس سر شماری سال 2010، ۲۹۹ نفر جمعیت دارد و ۴۰ متر بالاتر از سطح دریا واقع شده‌است.